# Depalpur
Depalpur là một thị xã và là một nagar panchayat của quận Indore thuộc bang Madhya Pradesh, Ấn Độ.

## Địa lý
Depalpur có vị trí 22°51′B 75°33′Đ / 22,85°B 75,55°Đ Nó có độ cao trung bình là 533 mét (1748 feet).

## Nhân khẩu
Theo điều tra dân số năm 2001 của Ấn Độ, Depalpur có dân số 15.200 người. Phái nam chiếm 51% tổng số dân và phái nữ chiếm 49%. Depalpur có tỷ lệ 57% biết đọc biết viết, thấp hơn tỷ lệ trung bình toàn quốc là 59,5%: tỷ lệ cho phái nam là 69%, và tỷ lệ cho phái nữ là 45%. Tại Depalpur, 16% dân số nhỏ hơn 6 tuổi.